# Hyperacrius wynnei
Hyperacrius wynnei es una especie de roedor de la familia Cricetidae.

## Distribución geográfica
Es endémica de Pakistán, limita con el Himalaya, incluyendo Murree Hills, valle de Kaghan y valle de Swat.